# Rapture Rejects
Rapture Rejects est un jeu vidéo de type battle royale développé par Galvanic Games et Explosm Games. Rapture Rejects est sorti sur Microsoft Windows en 2018.

## Système de jeu
Rapture Rejects est un jeu de style bataille royale en 2D basé sur la série de bandes dessinées Cyanide & Happiness,,,,.